# Patinaj viteză pe pistă scurtă la Jocurile Olimpice de iarnă din 2022 – 1.500 m (feminin)
Proba de patinaj viteză pe pistă scurtă, 1.500 m feminin de la Jocurile Olimpice de iarnă din 2022 de la Beijing, China a avut loc pe 16 februarie 2022  la Capital Indoor Stadium.

## Program
Orele sunt orele Chinei (ora României + 6 ore).
| Dată         | Ora                                             | Rundă                                           |
| ------------ | ----------------------------------------------- | ----------------------------------------------- |
| 16 februarie | 19:30-20:00 20:15-20:30 21:11-21:18 21:18-21:26 | Sferturi de finală Semifinale Finala B Finala A |

## Rezultate

### Sferturi de finală
| Loc | Serie | Nume                  | Țară                       | Timp      | Note |
| --- | ----- | --------------------- | -------------------------- | --------- | ---- |
| 1   | 1     | Choi Min-jeong        | Coreea de Sud              | 2:20,846  | C    |
| 2   | 1     | Petra Jászapáti       | Ungaria                    | 2:22,115  | C    |
| 3   | 1     | Zhang Yuting          | China                      | 2:22,161  | C    |
| 4   | 1     | Rianne de Vries       | Olanda                     | 2:22,244  | CA   |
| 5   | 1     | Arianna Sighel        | Italia                     | 2:22,318  |      |
| 6   | 1     | Gwendoline Daudet     | Franța                     | 2:23,607  |      |
| 1   | 2     | Kim A-lang            | Coreea de Sud              | 2:32,879  | C    |
| 2   | 2     | Arianna Fontana       | Italia                     | 2:32,946  | C    |
| 3   | 2     | Corinne Stoddard      | Statele Unite ale Americii | 2:33,329  | C    |
| 4   | 2     | Kamila Stormowska     | Polonia                    | 2:33,603  |      |
| 5   | 2     | Julie Letai           | Statele Unite ale Americii | 2:36,214  | ADV  |
| 9   | 2     | Anna Seidel           | Germania                   | 9         | PEN  |
| 1   | 3     | Kristen Santos        | Statele Unite ale Americii | 2:21,027  | C    |
| 2   | 3     | Xandra Velzeboer      | Olanda                     | 2:21,148  | C    |
| 3   | 3     | Sumire Kikuchi        | Japonia                    | 2:23,359  | C    |
| 4   | 3     | Danaé Blais           | Canada                     | Fără timp |      |
| 9   | 3     | Zsófia Kónya          | Ungaria                    | 9         | PEN  |
| 9   | 3     | Olga Tikhonova        | Kazahstan                  | 9         | PEN  |
| 1   | 4     | Courtney Sarault      | Canada                     | 2:20,365  | C    |
| 2   | 4     | Anna Vostrikova       | COR                        | 2:21,113  | C    |
| 3   | 4     | Han Yutong            | China                      | 2:21,191  | C    |
| 4   | 4     | Michaela Hrůzová      | Cehia                      | 2:21,278  | c    |
| 5   | 4     | Valentina Aščić       | Croația                    | 2:21,456  |      |
| 6   | 4     | Tifany Huot-Marchand  | Franța                     | 2:23,784  |      |
| 1   | 5     | Kim Boutin            | Canada                     | 2:17,739  | C    |
| 2   | 5     | Lee Yu-bin            | Coreea de Sud              | 2:17,851  | C    |
| 3   | 5     | Cynthia Mascitto      | Italia                     | 2:20,268  | C    |
| 4   | 5     | Yuki Kikuchi          | Japonia                    | 2:22,192  |      |
| 5   | 5     | Shione Kaminaga       | Japonia                    | 2:22,261  |      |
| 6   | 5     | Uliana Dubrova        | Ucraina                    | 2:26,832  |      |
| 1   | 6     | Suzanne Schulting     | Olanda                     | 2:18,810  | C    |
| 2   | 6     | Hanne Desmet          | Belgia                     | 2:18,931  | C    |
| 3   | 4     | Sofia Prosvirnova     | COR                        | 2:19,432  | C    |
| 4   | 6     | Zhang Chutong         | China                      | 2:19,839  | c    |
| 5   | 5     | Natalia Maliszewska   | Polonia                    | 2:25,850  |      |
| 6   | 6     | Ekaterina Efremenkova | COR                        | Fără timp |      |

### Semifinale
| Loc | Serie | Nume              | Țară                       | Timp     | Note   |
| --- | ----- | ----------------- | -------------------------- | -------- | ------ |
| 1   | 1     | Lee Yu-bin        | Coreea de Sud              | 2:22,157 | CA     |
| 2   | 1     | Arianna Fontana   | Italia                     | 2:22,196 | CA     |
| 3   | 1     | Kim Boutin        | Canada                     | 2:22,371 | CB     |
| 4   | 1     | Kim A-lang        | Coreea de Sud              | 2:22,420 | CB     |
| 5   | 1     | Sofia Prosvirnova | COR                        | 2:22,546 |        |
| 6   | 1     | Corinne Stoddard  | Statele Unite ale Americii | 2:22,632 |        |
| 7   | 1     | Zhang Chutong     | China                      | 2:26,717 |        |
| 1   | 2     | Suzanne Schulting | Olanda                     | 2:18,942 | CA     |
| 2   | 2     | Hanne Desmet      | Belgia                     | 2:19,001 | CA     |
| 3   | 2     | Cynthia Mascitto  | Italia                     | 2:20,272 | CB     |
| 4   | 2     | Michaela Hrůzová  | Cehia                      | 2:21,386 | CB     |
| 5   | 2     | Kristen Santos    | Statele Unite ale Americii | 2:31,067 | CBA    |
| 6   | 2     | Sumire Kikuchi    | Japonia                    | No time  | CBA    |
| 9   | 2     | Petra Jászapáti   | Ungaria                    | 9        | PEN    |
| 1   | 3     | Choi Min-jeong    | Coreea de Sud              | 2:16,831 | CA, RO |
| 2   | 3     | Han Yutong        | China                      | 2:17,112 | CA     |
| 3   | 3     | Xandra Velzeboer  | Olanda                     | 2:18,303 | CA     |
| 4   | 3     | Courtney Sarault  | Canada                     | 2:18,316 | CB     |
| 5   | 3     | Rianne de Vries   | Olanda                     | 2:18,712 |        |
| 6   | 3     | Zhang Yuting      | China                      | 2:18,741 |        |
| 7   | 3     | Anna Vostrikova   | COR                        | 2:20,705 |        |
| 8   | 3     | Julie Letai       | Statele Unite ale Americii | 2:23,315 |        |

### Finala B
| Loc | Nume             | Țară                       | Timp     | Note |
| --- | ---------------- | -------------------------- | -------- | ---- |
| 8   | Sumire Kikuchi   | Japonia                    | 2:37,915 |      |
| 9   | Kristen Santos   | Statele Unite ale Americii | 2:45,492 |      |
| 10  | Kim Boutin       | Canada                     | 2:45,568 |      |
| 11  | Courtney Sarault | Canada                     | 2:45,606 |      |
| 12  | Cynthia Mascitto | Italia                     | 2:45,697 |      |
| 13  | Kim A-lang       | Coreea de Sud              | 2:45,707 |      |
| 14  | Michaela Hrůzová | Cehia                      | 2:46,664 |      |

### Finala A
| Loc | Nume              | Țară          | Timp     | Note |
| --- | ----------------- | ------------- | -------- | ---- |
| 1   | Choi Min-jeong    | Coreea de Sud | 2:17,789 |      |
| 2   | Arianna Fontana   | Italia        | 2:17,862 |      |
| 3   | Suzanne Schulting | Olanda        | 2:17,865 |      |
| 4   | Hanne Desmet      | Belgia        | 2:18,711 |      |
| 5   | Xandra Velzeboer  | Olanda        | 2:18,781 |      |
| 6   | Lee Yu-bin        | Coreea de Sud | 2:18,825 |      |
| 7   | Han Yutong        | China         | 2:19,060 |      |